# Emmo Diem

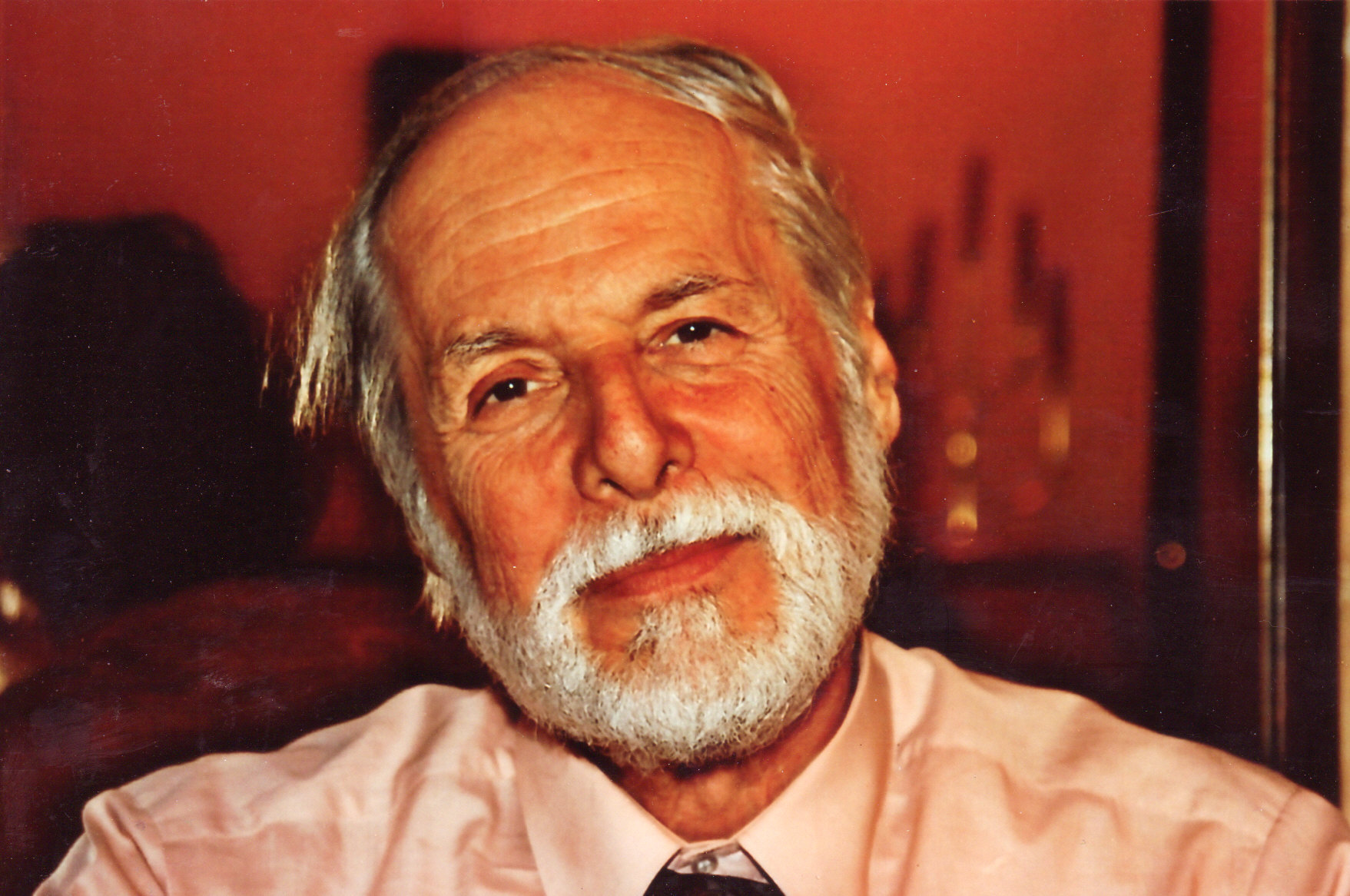
Emmo Diem

Emmo Diem (* 28. April 1934 in Wien; † 28. April 2022 in Steyr) war ein österreichischer Musiker, Publizist und Graphiker.

## Leben
Nach der Matura am Stiftsgymnasium Seitenstetten wandte er sich zunächst an der Lehranstalt der Diözese St. Pölten (jetzt philosophische und theologische Hochschule) der Philosophie und Theologie zu. Im Anschluss daran der Musikwissenschaft und Kunstgeschichte. 1960 legte er die Institutionsprüfung am Musikwissenschaftlichen Institut der Universität Wien bei Erich Schenk ab. Ein Studium für Kunstgeschichte schloss er bei Karl Maria Swoboda an. Die künstlerische Reife aus Orgel, Choral, Musiktheorie und Chorleitung erreichte Emmo Diem an der staatlichen Akademie für Musik und darstellender Kunst in Wien in der Zeit von 20. bis 22. Juni 1960. Später legte er eine Prüfung aus dem Fach „Methodik“ und Praxis des Klavierspiels bei Dichler ab, nachdem er einen dreijährigen Lehrgang bei Seidlhofer-Suchanek absolviert hatte.
Den ersten musikalischen Dienstposten versah Emmo Diem als Stiftsorganist und Lehrer am privaten Gymnasium in Heiligenkreuz/Baden. Nachdem er das Zisterzienserstift auf eigenes Ersuchen verlassen hatte, arbeitete er am kulturellen Sektor des Landes Oberösterreichs, an Schulen und Fachinstituten in Linz, Steyr und Enns und später als Leiter der ortsansässigen Landesmusikschule Steyr weiter. In dieser Zeit kam es zu Aufführungen von Messen (Beethoven, Liszt), Konzerten, Kammermusikwerken und Rundfunkaufnahmen. Als Chordirektor, Dirigent eines Kammerorchesters und als Weltreisender trat er in Erscheinung und hielt Vorträge. Das führte dazu, dass ihm 1985 der österreichische Bundespräsident Kirchschläger den Berufstitel Professor verlieh.
Er gründete das „Collegium musicum Styrense“, das alte und neue Musik zur Aufführung brachte. Während der Tätigkeit in Steyr forcierte er „Schüler spielen für Schüler“. Gleichzeitig leitete er den Zyklus: Konzerte der Musikschule der Stadt, die er dann graphisch mit Einführungen und Programmen betreute. 1995 verabschiedete sich Emmo Diem vom Schuldienst. Seit dieser Zeit ist er mit volksbildnerischen Artikeln im Internet tätig. Emmo Diem komponierte Kammermusiken, Lieder in verschiedenen Besetzungen, Klavier- und Chormusik.